# Xi Chuan
Xi Chuan, egentligen Liu Jun, född  1963 i Xuzhou, Jiangsu, är en kinesisk poet, essäist och översättare. 
Xi Chuan har givit ut fem diktsamlingar och etablerat sig som en av Kinas mest framträdande poeter. Han studerade i början av 1980-talet vid Pekinguniversitetet och fick en framträdande roll i de icke-officiella tidskrifter som utkom under 1980-talet. Hans dikter och essäer har publicerats i mer än femton länder och han har översatt västerländska diktare som Ezra Pound, Jorge Luis Borges och Czesław Miłosz till kinesiska.
Xi Chuans poesi är på samma gång traditionsmedveten och öppen för det nya och främmande. På svenska presenterades han 2009 i boken Ansikte och historia med tolkningar av Li Li.